# Francesco Aureri
Francesco Aureri (activo 1568-1578) fue un escultor y grabador italiano del periodo Renacentista, activo en Cremona.
Es el autor de los alfabetos tallados en bloques de madera, que sirvieron para la edición de dos manuales de escritura de Giovan Francesco Cresci: Essemplare de più sorti lettere e Il perfetto scrittore. En ambas tipografías latinas se percibe que Aureri estudió los tipos antiguos de la época clásica, siendo uno de los pocos que lo hicieron en el siglo XVI
Durante el periodo en que estuvo activo Aureri existió una emergente escuela de tallistas en madera en Cremona , entre ellos Lorenzo Aili  y Paolo Sacca.